# Maurits De Schrijver
Maurits De Schrijver (26 de juny de 1951) és un exfutbolista belga.

## Selecció de Bèlgica
Va formar part de l'equip belga a la Copa del Món de 1982.